# Grieche sucht Griechin (Film)
Grieche sucht Griechin ist eine deutsche Filmadaption des gleichnamigen Romans von Friedrich Dürrenmatt mit Heinz Rühmann aus dem Jahr 1966. Regisseur des Films war Rolf Thiele.

## Handlung
Der Film beginnt mit einer Sexorgie.
Der sexuell- und alkoholabstinent lebende griechische Vegetarier Arnolph Archilochos sucht mittels Heiratsanzeige eine Griechin. Es meldet sich die gut aussehende Chloé Saloniki. Durch ihre Bekanntschaft steigt er gesellschaftlich und beruflich auf und heiratet Chloé kurz darauf. Später findet er heraus, dass seine Frau als Kurtisane arbeitet. Am Ende findet Archilochos sie vor malerischer Tempelruine in Griechenland wieder.

## Produktion
Der Film Grieche sucht Griechin ist eine Koproduktion von Bavaria Film und Franz Seitz Filmproduktion. Der Film entstand in den Bavaria Filmstudios und im Bavaria-Ateliers in Grünwald. Weitere Aufnahmen entstanden in Griechenland, Montreux (Kanton Waadt, Schweiz) und in Offenburg. Der Film feierte am 16. September 1966 Premiere. In Griechenland erschien der Film unter dem Titel Ellinas zitei Ellinida, in Italien als I dolci peccati di Venere und unter dem Titel Once a Greek wurde er international vertrieben. Die Rechte für die Kinovorführungen besitzt Nora-Filmverleih.

## Rezeption

### Kritik
Der Spiegel sieht in Grieche sucht Griechin  eine „bunte“ und „biedere“ Satire.

### Auszeichnungen
Von der Deutschen Film- und Medienbewertung erhielt Grieche sucht Griechin  das Prädikat „besonders wertvoll“.